# Krebshof (Feuchtwangen)
Krebshof ist ein Gemeindeteil der Stadt Feuchtwangen im Landkreis Ansbach (Mittelfranken, Bayern). Krebshof liegt in der Gemarkung Banzenweiler.

## Geografie
Die Einöde liegt in Nachbarschaft mit der unmittelbar südlich gelegenen Unterrothmühle am rechten Ufer der Sulzach. Eine Gemeindeverbindungsstraße führt zur Staatsstraße 1066 bei Feuchtwangen (0,3 km südlich) bzw. die Bundesstraße 25 kreuzend und an Weiler am See vorbei nach Unterransbach (1,5 km nordwestlich).

## Geschichte
Der Ort wurde erstmals in einer Urkunde vom 7. Mai 1378 als „Riepachshof“ erwähnt. In der Urkunde wurde bestätigt, dass der Feuchtwangener Bürger Albrecht Tucher seinen Hof an das Stift Feuchtwangen verkauft hatte. Späterhin wurde der Ort nach den nachfolgenden Besitzern Krebs benannt.
Krebshof lag im Fraischbezirk des ansbachischen Oberamtes Feuchtwangen. Der Hof hatte das Stiftsverwalteramt Feuchtwangen als Grundherrn. An diesen Verhältnissen änderte sich bis zum Ende des Alten Reiches nichts. Von 1797 bis 1808 unterstand der Ort dem Justiz- und Kammeramt Feuchtwangen. 
Mit dem Gemeindeedikt (frühes 19. Jahrhundert) wurde Krebshof dem Steuerdistrikt Breitenau und der Ruralgemeinde Banzenweiler zugeordnet. Im Zuge der Gebietsreform in Bayern wurde Krebshof am 1. Juli 1971 nach Feuchtwangen eingemeindet.

## Einwohnerentwicklung
| Jahr      | 001818 | 001840 | 001861 | 001871 | 001885 | 001900 | 001925 | 001950 | 001961 | 001970 | 001987 |
| Einwohner | 9      | 5      | 25     | 10     | 7      | 13     | 13     | 7      | 5      | 8      | 16     |
| Häuser    | 1      | 2      |        |        | 2      | 3      | 2      | 1      | 1      |        | 2      |
| Quelle    | [ 11 ] | [ 12 ] | [ 13 ] | [ 14 ] | [ 15 ] | [ 16 ] | [ 17 ] | [ 18 ] | [ 19 ] | [ 20 ] | [ 1 ]  |

## Religion
Der Ort ist seit der Reformation evangelisch-lutherisch geprägt und bis heute nach St. Johannis (Feuchtwangen) gepfarrt. Die Einwohner römisch-katholischer Konfession sind nach St. Ulrich und Afra (Feuchtwangen) gepfarrt.